# Gabriel Móger

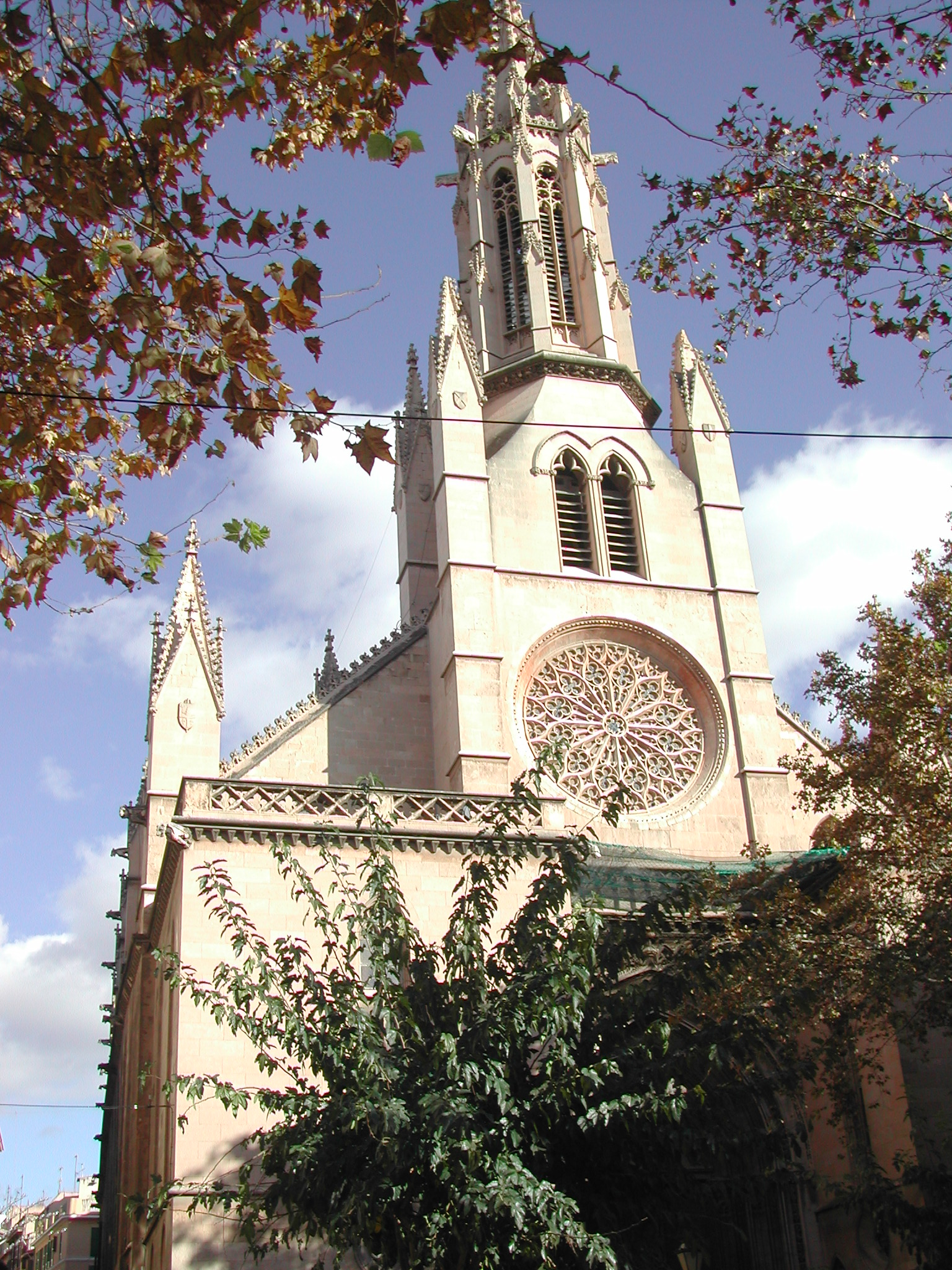
Santa Eulàlia de Palma, que contiene parte de la obra de Móger

Gabriel Móger o Mòger (1379/1384 – antes de diciembre de 1439) fue un pintor, escultor y poeta mallorquín. Fue empleado principalmente para trabajos en retablos de las iglesias de Mallorca. Aunque la carrera pictórica activa de Móger puede fecharse entre 1426 – 1438 según los documentos conservados, su encuentro poético tuvo lugar algunos años antes. Un documento del 8 de marzo de 1404 lo llama minor xxv annis et maior tamen xx (menor de veinticinco años y mayor de veinte). El 2 de enero de 1414 estaba casado y lo más probable es que el poema se compusiera entre esas fechas.
Móger pintó un retablo de temática "concierto de ángeles", con dos músicos al laúd y rabel, en un año desconocido. En 1438 Móger recibió el encargo de incorporar una imago pietatis de origen neerlandés primitivo en la predela del retablo del altar mayor de la iglesia de Santa Eulalia de Ciutat. El pintor Gabriel Móger se confunde fácilmente con otro artista mallorquín del mismo nombre, que floreció entre 1460 y 1509. 

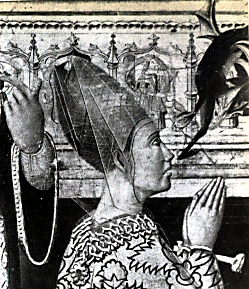
Mujer con el lonch cap diformat del poema de Móger

Móger compuso un debate poético, o tensón, con Gabriel Ferruç en la Ciutat. El poema se abre con el verso de Móger Seny'En Ferruç, vos qui tenit procura. El núcleo de la discusión es que Ferruç habla mal de las damas mallorquinas, a las que Móger pretende defender. Las mujeres están tan enfadadas, alega, que quieren matar a Ferruç a patadas con sus zapatos de corcho. Ferruç responde que no se retractará, aunque signifique la muerte, ya que las damas de la ciudad sólo serían más vilipendiadas por matar a un hombre que dijo la verdad. Móger le recuerda a Ferruç que las damas a las que está insultando son mujeres distinguidas con el lonch cap diformat, algún tipo de sombrero, probablemente una especie de hennin dividido como los que condenaba Vicent Ferrer en sus sermones. Ferruç alude a la ocupación de Móger cuando le responde que al menos su adversario puede comprender sus razones sense pintura ... larch presich (sin que le den un largo sermón). Las mujeres le parecen cogulhades ab lur cap mal pastat. Este es el quid del debate: Ferruç considera que los tocados de Mallorca hacen que las mujeres parezcan alondras crestadas (cogulhades). El debate concluye con una nota violenta, inusual para los tensos de su época, pero acorde con su tono general.